# Arg
 Denne artikel omhandler oldnordiske fornærmende ord. Opslagsordet har også en anden betydning, se Alternate reality game.
Arg er et dansk ord af norønsk oprindelse, betydende indædt og stædig fortaler for en sag typisk som modstander. Det er roden til det mere brugte ord, "arrig."